# أييوس ماتهيوس (كيركيرا)
أييوس ماتهيوس (Άγιος Ματθαίος) هي مدينة في كيركيرا في مقاطعة كينتريكي إلادا في اليونان.
يبلغ عدد سكانها حوالي 1849   نسمة.